# Paramythia montium
El picabayas crestado (Paramythia montium) es una especie de ave paseriforme de la familia Paramythiidae endémica de Nueva Guinea. Es la única especie del género Paramythia y junto al picabayas de las Arfak compone la familia Paramythiidae.

## Distribución y hábitat
Se encuentra en los bosques de montaña de toda la cordillera Central que atraviesa de este a oeste la isla de Nueva Guinea.